# Лудолф фон Алвенслебен (генерал-майор)
Лудолф Херман Артур фон Алвенслебен (на немски: Ludolf Hermann Arthur von Alvensleben; * 11 ноември 1844, Потсдам; † 8 декември 1912, Хале на Заале) е граф от род Алвенслебен в Алтмарк в Саксония-Анхалт и пруски генерал-майор.

## Биография
Той е вторият син на пруския генерал-лейтенант Херман фон Алвенслебен (1809 – 1887) и съпругата му Каролина фон Калич (1814 – 1878).
На 21 февруари 1863 г. Лудолф влиза в пруската войска. На 11 октомври 1864 г. става секонде-лейтенант и участва през 1866 г. във войната срещу Австрия. През 1870/1871 г. се бие при обсадата на Париж и получава Железен кръст II. класа.
Лудолф става хауптман, през 1888 г. майор, през 1893 г. оберст-лейтенант и щаб офицер и от 1896 г. командир. На 22 май 1899 г. той е пенсиониран като генерал-майор. След това той поема управлението на рицарското имение Шохвиц (днес част от Залцатал) в Саксония-Анхалт, където е погребан.

## Фамилия
Лудолф фон Алвенслебен се жени за фрайин Антоанета фон Рикоу (1870 – 1950) и има четири деца, между тях:
- Лудолф-Херман фон Алвенслебен (* 17 март 1901, Хале; † вер. 1 април 1970, Аржентина), генерал-лейтенент на Вафен-СС, женен на 3 май 1924 г. за Мелита фон Гуайта (* 17 април 1905, Демин)